# Nord och Syd
Nord och Syd (engelska: North and South) är en amerikansk TV-serie baserad på John Jakes romaner. Handlingen kretsar kring två familjer i östra USA, åren kring amerikanska inbördeskriget, med bland annat Patrick Swayze och James Read i rollerna. Serien producerades i tre säsonger om sammanlagt 15 avsnitt åren 1985, 1986 och 1994. Nord och Syd sändes första gången på svensk TV 1987.

## Handling
TV-serien handlar om familjen Main från sydstaterna och familjen Hazard från nordstaterna och deras vänskap före, under och efter det amerikanska inbördeskriget. TV-serien är tre miniserier eller säsonger som bygger på de tre böckerna av John Jakes bestående av vardera sex avsnitt; den sista omgången är endast tre avsnitt. 
Första säsongen handlar om tiden före inbördeskriget (åren 1842–1861), andra säsongen om själva inbördeskriget (1861–1865) och den tredje säsongen om tiden efter krigsslutet, åren 1865–1866. Säsong tre fick undertiteln Himmel och helvete.

## Rollista i urval
- Patrick Swayze - Orry Main
- James Read - George Hazard
- Lesley-Anne Down - Madeline Fabray
- Wendy Kilbourne - Constance Hazard
- Kirstie Alley - Virgillia Hazard
- Terri Garber - Ashton Main
- Genie Francis - Brett Main
- Philip Casnoff - Elkanah Bent
- Lewis Smith - Charles Main
- John Stockwell/Parker Stevenson - Billy Hazard
- Jonathan Frakes - Stanley Hazard
- Wendy Fulton/Mary Crosby - Isabel Truscott Hazard
- David Carradine - Justin La Motte
- Jean Simmons - Clarissa Gault Main
- Inga Swenson - Maude Hazard
- Morgan Fairchild - Burdetta Halloran
- David Ogden Stiers - Kongressledamot Sam Greene
- Jim Metzler - James Huntoon
- Tony Frank - Salem Jones
- David Harris – Priam
- Erica Gimpel – Semiramis
- Forest Whitaker - Cuffey
- Andrew Stahl – Ned Fisk
- Olivia Cole - Maum Sally
- Elizabeth Taylor - Madame Conti
- Georg Stanford Brown - Garrison Grady
- Mitchell Ryan - Tillet Main
- John Anderson - William Hazard
- Kate McNeil - Miss Augusta
- Lee Horsley - Rafe Baudeen
- James Stewart - Miles Colbert
- Olivia de Havilland - Mrs. Neal
- Linda Evans - Rose Sinclair
- Wayne Newton - Kapten Thomas Turner
- Michael Dudikoff - Rudy Bodford
- Whip Hubley - Stephen Kent
- Gene Kelly - Senator Edwards
- Robert Mitchum - Patrick Flynn

### Historiska personer
- Hal Holbrook - Abraham Lincoln
- Rachel Jakes - Mary Todd Lincoln
- Mark Moses/Anthony Zerbe - Ulysses S. Grant
- Robert Guillaume - Frederick Douglass
- Johnny Cash - John Brown
- Chris Douridas - George B. McClellan
- Cody W. Hampton -	George Pickett
- William Preston Daly - Thomas "Stonewall" Jackson
- Kurtwood Smith - Col. Hram Berdan (säsong 2)
- Lloyd Bridges - Jefferson Davis
- William Schallert - Robert E. Lee
- Nancy Marchand - Dorothea Dix
- James Rebhorn - Major Anderson